# Team Bonitas
A Team Bonitas (código UCI: BNT), foi uma equipa sul-africana de categoria Continental. Principalmente participava em carreiras da UCI Africa Tour (convertendo-se num das melhores equipas da África); ademais, em 2012 fez incursões no UCI Europe Tour, inclusive em carreiras de categoria .1. Dissolveu-se a equipa no final da temporada de 2012 ao fundir com a estrutura da equipa francêsa La Pomme Marseille.

## História da equipa

### Da equipa amador ao profissional
Criou-se em 2008 como amador com o nome de Team Medscheme. Em 2011 a companhia de atenção médica Bonitas decidiu patrocinar à equipa dando o salto ao profissionalismo. Nesse primeiro ano ficaram terceiros do UCI Africa Tour de 2010-2011 onde ademais conseguiram uma vitória de etapa por parte de Johann Rabie na Volta a Marrocos. Devido ao ser uma equipa africana e manter o bloco de corredores com o que conseguiram dito posto foram premiados com o convite automático a todas as carreiras do UCI Africa Tour para a seguinte temporada.

### Salto a carreiras europeias
Em 2012 deram um salto a carreiras a mais nível, ainda que mantendo o bloco de corredores sul-africanos, aliás todos os corredores seguiram sendo de dito país. Assim estrearam no UCI Europe Tour primeiro na Volta ao Alentejo e posteriormente em carreiras de categoria superior como Klasika Primavera e Volta a Castela e Leão entre outras.

### Integração na La Pomme Marseille
Devido aos interesses comerciais de Bonitas e ao interesse da equipa La Pomme Marseille em procurar novos talentos por todo mundo em princípio se anunciou uma fusão das duas equipas. No entanto, realmente só se incorporou da Team Bonitas ao La Pomme Marseille Jason Bakke desaparecendo o resto da estrutura sul-africana. Por sua vez a La Pomme Marseille aumentou o seu elenco em 5 corredores ainda que não subiu de categoria (se manteve na categoria Continental).

## Sede
A sua sede está no bairro de Fairland em Johannesburgo (PO Box 731 546, 2170).

## Classificações UCI
A partir de 2005 a UCI instaurou os Circuitos Continentais da UCI, onde a equipa está desde que se criou em 2012, registado dentro do UCI Africa Tour. Estando unicamente nas classificações do UCI Africa Tour Ranking. As classificações da equipa e do seu ciclista mais destacado são as seguintes:
| Temporada               | Classificação por equipas | Melhor corredor na classificação individual | Posição |
| 2010-2011 (Asia Tour)   | 33.º                      | Tyler Day                                   | 75.º    |
| 2010-2011 (Africa Tour) | 3.º                       | Johann Rabie                                | 9.º     |
| 2011-2012 (Africa Tour) | 13.º                      | Johann Rabie                                | 61.º    |
| 2011-2012 (Europe Tour) | 120.º                     | Darren Lill                                 | 1067.º  |

## Palmarés destacado
Para o palmarés completo, veja-se Palmarés da Team Bonitas

## Principais ciclistas
Para os elencos da equipa, veja-se Elencos da Team Bonitos
- Tyler Day (2011-2012)
- Malcolm Lange (2011)
- Darren Lill (2011-2012)
- Johan Rabbie (2011-2012)